# 奥夫斯图格农村居民点
奥夫斯图格农村居民点（俄语：Овстугское сельское поселение）是俄罗斯联邦布良斯克州茹科夫卡区所属的一个农村居民点。其下辖有5个居民点，行政中心为奥夫斯图格。据2015年统计，该农村居民点的人口为1174人。